# Rede dos Emissores Portugueses
Die Rede dos Emissores Portugueses (kurz: REP, deutsch „Portugiesisches Sendernetzwerk“) ist die nationale Vereinigung der Funkamateure in Portugal.
Gegründet wurde die Vereinigung im Jahr 1926 mit dem Zweck, die Praxis des Amateurfunks und die dazugehörige Erforschung der Hochfrequenztechnik zu fördern. Zu den Mitgliederaktivitäten gehören Amateurfunkwettbewerbe, Aktionen wie SOTA und „DXpeditionen“, sowie Sende- und Empfangstechnik, Testberichte und Bauanleitungen zu Antennen.
Die REP ist seit 1933 Mitglied der International Amateur Radio Union (IARU Region 1), der internationalen Vereinigung von Amateurfunkverbänden, und vertritt dort die Interessen der portugiesischen Funkamateure.